# Craquelin (Bretagne)
Ne doit pas être confondu avec Craquelin (Belgique).
Pour les articles homonymes, voir Craquelin.
Le craquelin est un biscuit de Bretagne ayant une première phase d'échaudage de sa pâte : un pochage dans l'eau chaude avant cuisson au four. Il a la forme d'un disque à bords relevés.
Le craquelin fait partie depuis juin 2024 de l'inventaire du patrimoine culturel immatériel en France,,.
À ne pas confondre avec le craquelin de Belgique qui est une pâte briochée au sucre.

## Origine du nom
Son nom est attribué au néerlandais crakelinc qui signifie « qui craque sous la dent ».

## Histoire
Le craquelin date du Moyen Âge. La première recette connue a été publiée en 1607 dans le Thrésor de la santé, ou mesnage de la vie humaine : « Pour faire des craquelins, on destrempe de la farine avec des œufs, du beurre, de l'eau chaude, on broye conséquemment la paste avec le broy, qui est un gros pilon rond et court. Ce faict, on met la paste en eau chaude et de là en eau froide. On peut mesler de bon fromage gras broyé à part. Après estre tiré, on laisse essuyer pour faire cuire au four. »
Ils étaient autrefois appréciés des Terre-Neuvas qui les emportaient sur leurs bateaux, car les craquelins avaient l’avantage de se conserver longtemps en soute, dans des toiles de lin.
Les recettes de biscuits de ce type connaissent de nombreuses variantes selon les terroirs et se trouvent également en Vendée, en Mayenne, dans l'Aveyron, le Tarn et il en a existé aussi sous la forme de couronne à Lyon. La présence de craquelins sous forme de disques, en Haute-Bretagne est attestée de longue date et se perpétue comme une spécialité locale.

## Particularités
L'opération de cuisson à l'eau bouillante fait éclater les grains d’amidon contenus dans le gluten, ce qui rend le gâteau plus digeste.